# Havneholmen (Aarhus)
 For alternative betydninger, se Havneholmen. (Se også artikler, som begynder med Havneholmen)
Havneholmen er et byggeri der er under opførelse på Aarhus Ø i Aarhus, projektet indeholder 5 højhuse med varierende højde, bygning B1 (13 etager 48 m), bygning B4 (12 etager 42 m), bygning B2 (10 etager 38,5 m), Bygning B5 (10 etager 38,5 m), Bygning B3 (10 etager 36 m). Havneholmen er på i alt ca. 40.000 m2 og består af 400 boliger.
Bygherren er PenSam og Topdanmark, NCC er totalentreprenør, projektet er tegnet af C.F. Møller.